# Minerve ou De la sagesse
 (mai 2018).
Si vous disposez d'ouvrages ou d'articles de référence ou si vous connaissez des sites web de qualité traitant du thème abordé ici, merci de compléter l'article en donnant les références utiles à sa vérifiabilité et en les liant à la section « Notes et références ».
Minerve ou de la Sagesse est un recueil d'essais philosophiques, écrit par Alain et publié en 1939.

## Contenu
Le livre est composé de 89 chapitres, ou propos, indiqués en chiffres romains.
Dans ce recueil, Alain aborde de multiples sujets. Il fait notamment l’éloge du courage, et semble contenir une invitation à la construction de soi. Il appelle à réfléchir avec sagesse, à faire attention aux croyances, etc. Les premiers propos sont consacrés à un appel pour un esprit libre et critique, faisant l'éloge du repos comme catalyseur des pensées.

« […] les difficultés de l'esprit viennent communément de la contrariété qui se trouve entre les idées. Il importe donc premièrement d'être familier avec les inconvénients de penser. »

Il choisit le mot Minerve dans le titre, évoquant la déesse de la guerre, de la sagesse, de la stratégie, de l'intelligence, de la pensée élevée, des lettres, des arts, de la musique et de l'industrie. L'inspiration d'Alain par les philosophes de l'Antiquité grecque se fait ressentir. De plus, dans l'avant-propos, écrit en 1938, il annonce, en parlant de ses propos, que « C'est un air qu'il faut respirer. C'est un air platonicien. »